# Leichtathletik-Europameisterschaften 1986/3000 m der Frauen

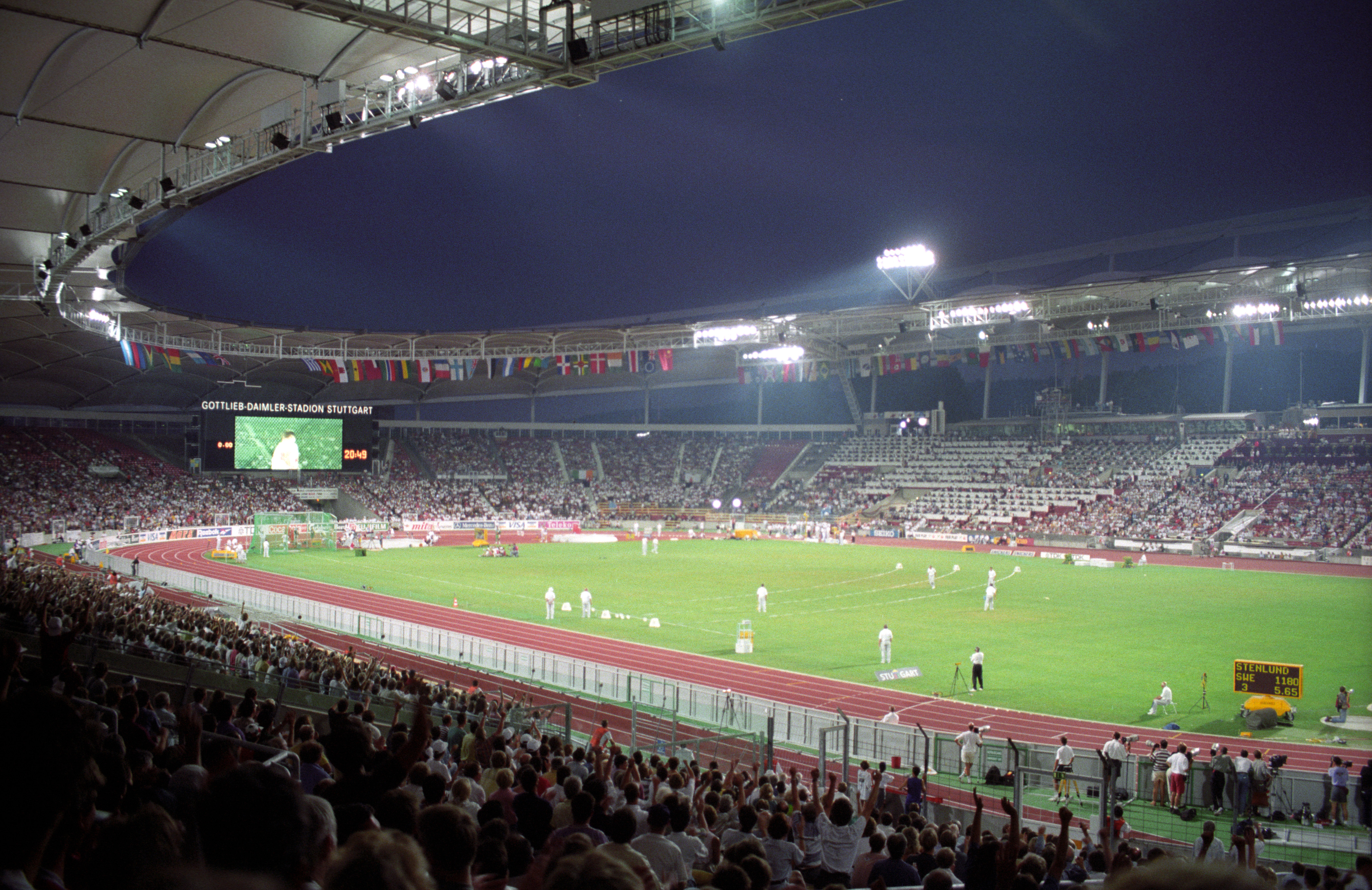
Das Stuttgarter Neckarstadion (heute MHPArena) bei den Leichtathletik-Weltmeisterschaften 1993

Der 3000-Meter-Lauf der Frauen bei den Leichtathletik-Europameisterschaften 1986 wurde am 26. und 28. August 1986 im Stuttgarter Neckarstadion ausgetragen.
Europameisterin wurde die sowjetische Läuferin Olga Bondarenko, die zwei Tage später auch die Silbermedaille über 10.000 Meter errang. Rang zwei belegte die rumänische Olympiasiegerin von 1984 Maricica Puică, die 1982 ebenfalls EM-Zweite geworden war. Bronze ging an die Britin Yvonne Murray.

## Bestehende Rekorde
| Weltrekord           | 8:22,62 min | Tatjana Kasankina  | Leningrad (heute St. Petersburg), Sowjetunion (heute Russland) | 26. August 1984  |
| Europarekord         | 8:22,62 min | Tatjana Kasankina  | Leningrad (heute St. Petersburg), Sowjetunion (heute Russland) | 26. August 1984  |
| Meisterschaftsrekord | 8:30,28 min | Swetlana Ulmassowa | EM Athen, Griechenland                                         | . September 1982 |

Der bestehende EM-Rekord wurde bei diesen Europameisterschaften nicht erreicht. Die schnellste Zeit erzielte die sowjetische Europameisterin Olga Bondarenko im Finale mit 8:33,99 min, womit sie 3,71 s über dem Rekord blieb. Zum Welt- und Europarekord fehlten ihr 11,37 s.

## Legende
Kurze Übersicht zur Bedeutung der Symbolik – so üblicherweise auch in sonstigen Veröffentlichungen verwendet:
| NU23R | Nationaler U23-Rekord                    |
| DNF   | Wettkampf nicht beendet (did not finish) |

## Vorrunde
26. August 1982
Die Vorrunde wurde in zwei Läufen durchgeführt. Die ersten sechs Athletinnen pro Lauf – hellblau unterlegt – sowie die darüber hinaus drei zeitschnellsten Läuferinnen – hellgrün unterlegt – qualifizierten sich für das Finale.

### Vorlauf 1

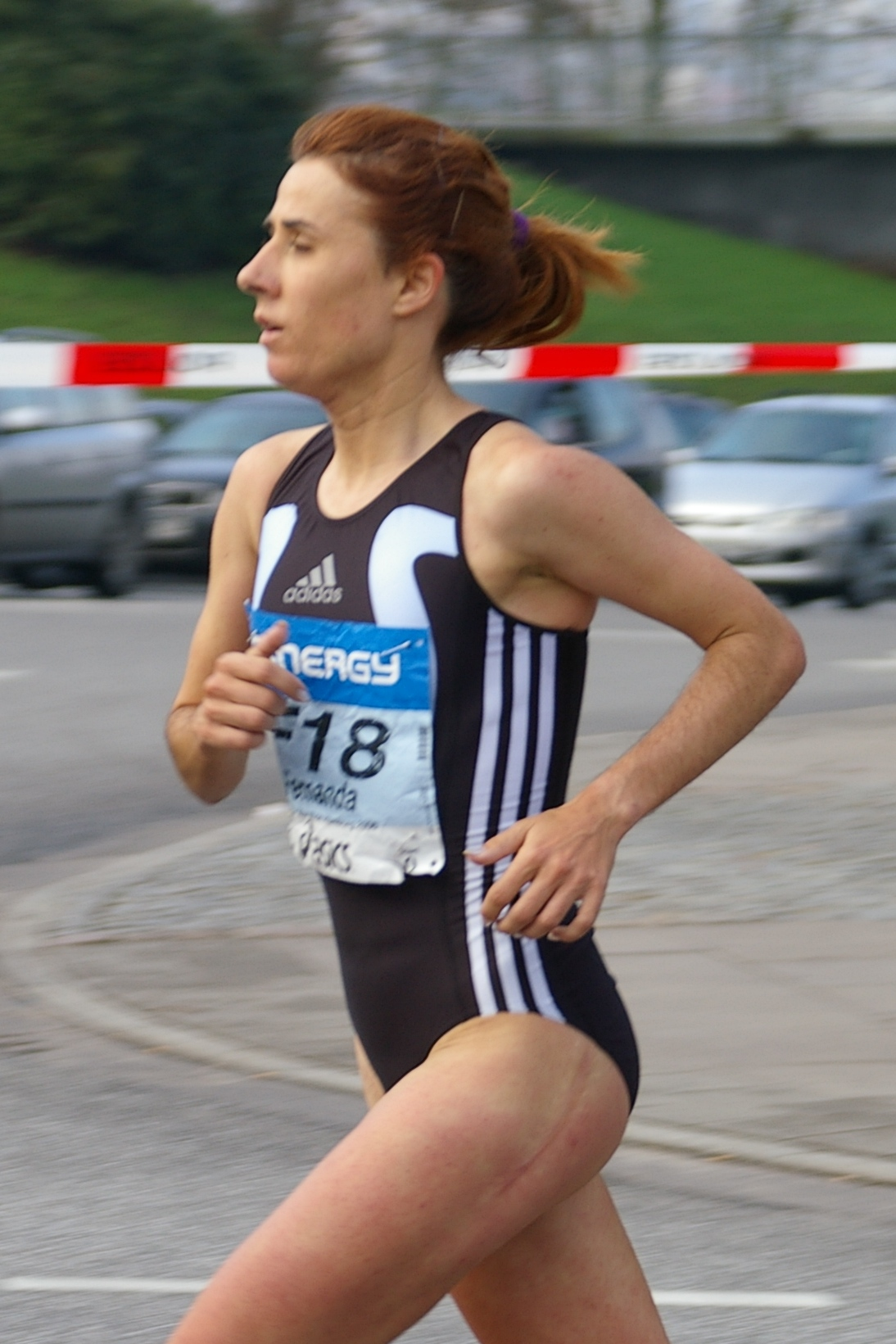
Fernanda Ribeiro scheiterte als Dreizehnte ihres Vorlaufs in der Vorrunde
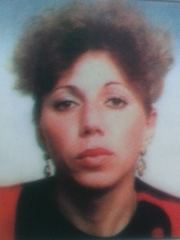
Doina Melinte. drei Tage später Bronzemedaillengewinnerin über 1500 Meter, erreichte nicht das Ziel

| Platz | Name              | Nation           | Zeit (min)    |
| ----- | ----------------- | ---------------- | ------------- |
| 1     | Olga Bondarenko   | Sowjetunion      | 8:53,98       |
| 2     | Cornelia Bürki    | Schweiz          | 8:55,82       |
| 3     | Vera Michallek    | BR Deutschland   | 8:56,28       |
| 4     | Elly van Hulst    | Niederlande      | 8:57,55       |
| 5     | Iris Biba         | BR Deutschland   | 8:58,76       |
| 6     | Liz Lynch         | Großbritannien   | 8:58,85       |
| 7     | Martine Fays      | Frankreich       | 8:59,39       |
| 8     | Christin Sørum    | Norwegen         | 9:00,13 NU23R |
| 9     | Mariana Stanescu  | Rumänien         | 9:02,57       |
| 10    | Jana Kučeríková   | Tschechoslowakei | 9:08,71       |
| 11    | Ingrid Delagrange | Belgien          | 9:15,37       |
| 12    | Eva Ernström      | Schweden         | 9:20,50       |
| 13    | Fernanda Ribeiro  | Portugal         | 9:32,87       |
| DNF   | Doina Melinte     | Rumänien         |               |

### Vorlauf 2
| Platz | Name              | Nation         | Zeit (min) |
| ----- | ----------------- | -------------- | ---------- |
| 1     | Maricica Puică    | Rumänien       | 8:47,70    |
| 2     | Zola Budd         | Großbritannien | 8:48,02    |
| 3     | Olena Schupijewa  | Sowjetunion    | 8:49,18    |
| 4     | Yvonne Murray     | Großbritannien | 8:49,56    |
| 5     | Tetjana Samolenko | Sowjetunion    | 8:51,29    |
| 6     | Annette Sergent   | Frankreich     | 8:57,21    |
| 7     | Midde Hamrin      | Schweden       | 9:02,32    |
| 8     | Sandra Gasser     | Schweiz        | 9:04,78    |
| 9     | Snežana Pajkić    | Jugoslawien    | 9:07,44    |
| 10    | Corine Debaets    | Belgien        | 9:09,13    |
| 11    | Marion Josefsen   | Norwegen       | 9:18,72    |
| 12    | Danièle Kaber     | Luxemburg      | 9:20,00    |
| 13    | Gitte Karlshøj    | Dänemark       | 9:33,47    |
| DNF   | Brigitte Kraus    | BR Deutschland |            |

## Finale

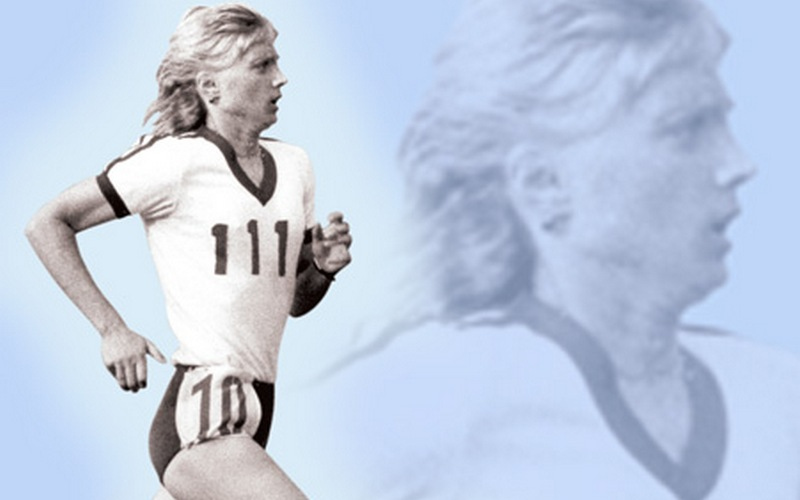
Die Silbermedaillengewinnerin Maricica Puică war auch 1982 EM-Zweite geworden, 1984 hatte es Olympiagold über 3000 und Bronze über 1500 Meter für sie gegeben
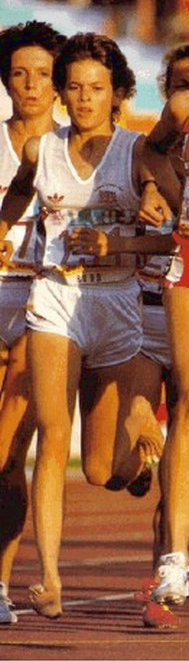
Zola Budd wurde Vierte – sie war vormals für Südafrika gestartet, ging nach ihrer Heirat dorthin zurück und nahm wieder für Südafrika an Wettkämpfen teil
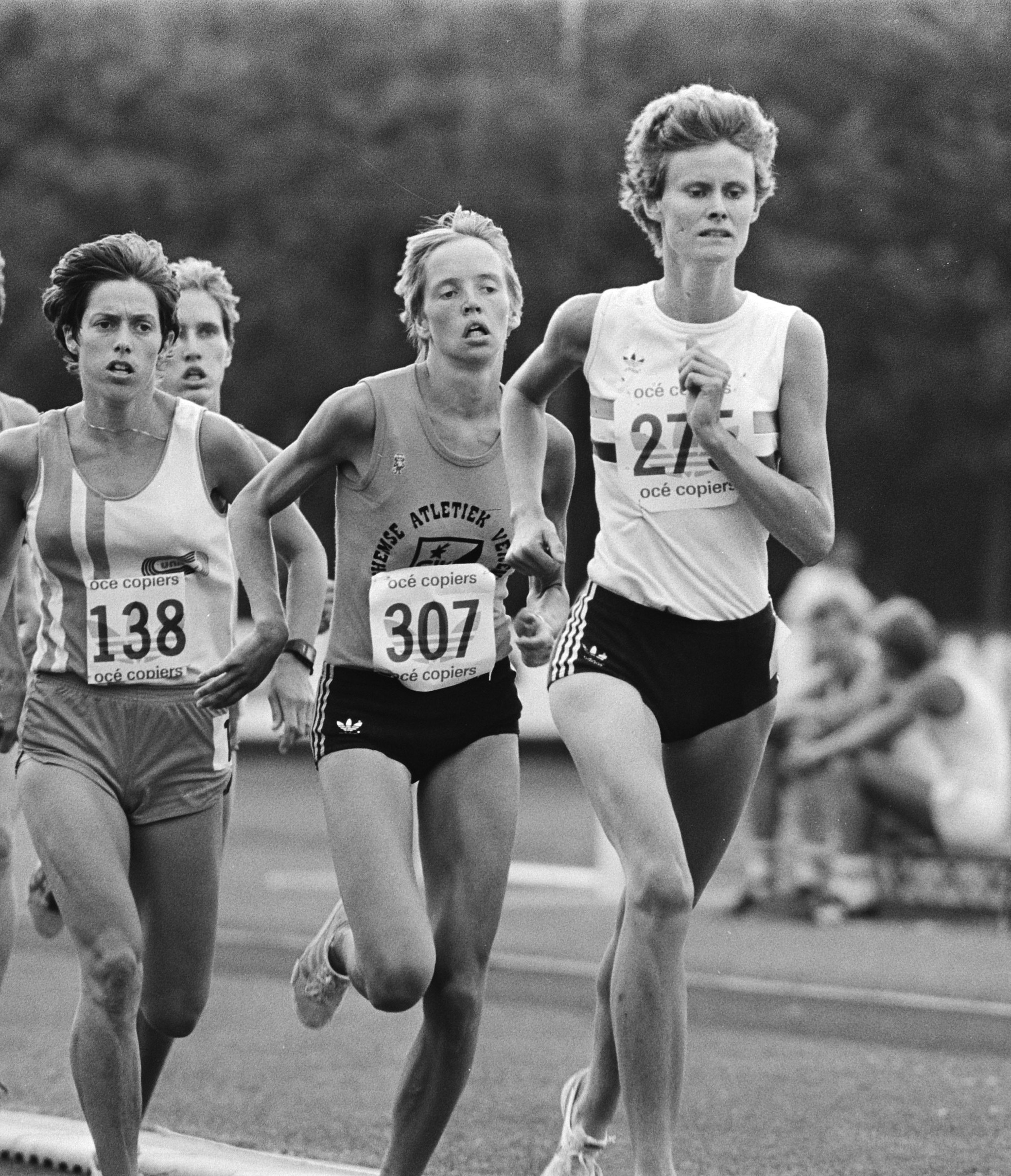
Die neuntplatzierte Elly van Hulst (auf dem Foto in führender Position) belegte drei Tage später Rang elf über 1500 Meter

28. August 1982, 20:20 Uhr
| Platz | Name              | Nation         | Zeit (min) |
| ----- | ----------------- | -------------- | ---------- |
| 1     | Olga Bondarenko   | Sowjetunion    | 8:33,99    |
| 2     | Maricica Puică    | Rumänien       | 8:35,92    |
| 3     | Yvonne Murray     | Großbritannien | 8:37,15    |
| 4     | Zola Budd         | Großbritannien | 8:38,20    |
| 5     | Tetjana Samolenko | Sowjetunion    | 8:40,35    |
| 6     | Olena Schupijewa  | Sowjetunion    | 8:40,74    |
| 7     | Cornelia Bürki    | Schweiz        | 8:44,44    |
| 8     | Annette Sergent   | Frankreich     | 8:47,52    |
| 9     | Elly van Hulst    | Niederlande    | 8:49,22    |
| 10    | Vera Michallek    | BR Deutschland | 8:57,28    |
| 11    | Iris Biba         | BR Deutschland | 9:00,20    |
| 12    | Liz Lynch         | Großbritannien | 9:02,42    |
| 13    | Martine Fays      | Frankreich     | 9:04,67    |
| 14    | Christin Sørum    | Norwegen       | 9:11,80    |
| DNF   | Midde Hamrin      | Schweden       |            |

## Videolinks
- 83 European Track and Field 1986 3000m Women, www.youtube.com, abgerufen am 17. Dezember 2022
- EM 1986, 3000 m Frauen (324), www.youtube.com, abgerufen am 17. Dezember 2022
- EM 1986, 3000 m Frauen (309), www.youtube.com, abgerufen am 17. Dezember 2022